# Célestin Delmer
Célestin Delmer (15 de fevereiro de 1907 - 2 de março de 1996) foi um futebolista francês. Ele competiu na Copa do Mundo de 1930, sediada no Uruguai.